# Vetenskapsåret 1852

## Händelser

### Allmänt
- 1 oktober - Brittiska patentverket (Patent Office) grundas, när nya patentlagar träder i kraft. Under den gamla ordningen har 13 561 patent (kungliga privilegiebrev) beviljats mellan 1617 och 1852. Under de följande 25 åren registreras 84 114 patent.

### Medicin
- 15 februari - Sjukhuset Great Ormond Street Hospital for Sick Children i London tar emot sin första patient.[1]

## Pristagare
- Copleymedaljen: Alexander von Humboldt, tysk naturforskare och forskningsresande.
- Rumfordmedaljen: George Gabriel Stokes, irländsk matematiker och fysiker.
- Wollastonmedaljen: William Henry Fitton, irländsk geolog. [2]

## Födda
- 2 juli - William Burnside (död 1927), engelsk matematiker.
- 9 september - John Henry Poynting (död 1914), brittisk fysiker.
- 18 september - Octave Callandreau, fransk astronom.
- 2 oktober - William Ramsay (död 1916), brittisk kemisk och Nobelpristagare.
- 15 december - Henri Becquerel, (död 1908), fransk fysiker.

## Avlidna
- 5 januari - Louis Braille (född 1809), fransk uppfinnare.
- 15 augusti - Johan Gadolin (född 1760), finländsk kemist.
- 11 oktober - Ferdinand Eisenstein (född 1823), tysk matematiker.
- 10 november - Gideon Mantell (född 1790), brittisk läkare, geolog och paleontolog.

### Fotnoter
1. ↑   Penguin Pocket On This Day. Penguin Reference Library. 2006. ISBN 0-141-02715-0
2. ↑  ”Geological Society”. Arkiverad från originalet den 5 juni 2011. https://web.archive.org/web/20110605102217/http://www.geolsoc.org.uk/gsl/society/history/page750.html. Läst 13 april 2011.